# Cryptolechia straminella
Cryptolechia straminella is een vlinder uit de familie van de grasmineermotten (Elachistidae). De wetenschappelijke naam van deze soort werd in 1852 gepubliceerd door Philipp Christoph Zeller.
De soort komt voor in tropisch Afrika.